# Emily Lowe
Emily Lowe (... – Torquay, 21 marzo 1882) è stata una scrittrice britannica, nota per i suoi racconti di viaggio, tra cui quello compiuto in Sicilia e Calabria nel 1859.

## Biografia
Emily Lowe nacque nei primi decenni del XIX secolo, figlia di un giudice indiano. Nel 1869 sposò sir Spencer Clifford (1815-1892), 3° Baronetto Clifford della Marina, discendente di Enrico VIII. Studiò navigazione e ottenne la patente di Capitano navale; è stata la prima donna in Inghilterra a ottenerne una e ad attraversare il Mediterraneo su un'imbarcazione da 350 tonnellate con un equipaggio interamente sotto i suoi ordini. La sua casa di Londra, Rutland House, situata in Rutland Gate, venne interamente progettata da lei.
Prima del matrimonio viaggiò con la madre e senza altri accompagnatori a seguito in Scandinavia, in Italia meridionale e in Sicilia, pubblicando le sue esperienze in due libri stampati a Londra negli anni Cinquanta dell'Ottocento, inizialmente in forma anonima: Unprotected Females in Norway, or the Pleasantest Way of Travelling there, Passing through Denmark and Sweden (1857) e Unprotected Females in Sicily, Calabria and on the Top of Mount Aetna (1859).

### Viaggio in Scandinavia
La Norvegia era una meta frequente dei viaggiatori vittoriani, incarnando la dimensione romantica di un'Arcadia settentrionale, libera e primitiva, simbolo del lontano passato germanico. Il topos del paese abitato da contadini incorrotti, che vivevano ancora in un ambiente selvaggio, secondo antiche tradizioni, non contaminati dagli effetti negativi che il processo di industrializzazione stava producendo in Inghilterra, rappresenta solo una parte del racconto di viaggio di Lowe, consapevole tuttavia dell'aspetto "consolatorio" del viaggio in paesi non ancora raggiunti dai pericoli che accompagnano la modernità:
spazio immaginario fuori dal comune per la libera realizzazione del nostro potenziale altrimenti contrastato.»
(Emyle Lowe, Unprotecded Females in Norway, 1857, p. 172)
L'intento principale della scrittrice, secondo lo studioso Dimitrios Kassis, è quello di "decostruire le convenzioni legate alle capacità di viaggio delle donne", e contestare la sovrarappresentazione maschile nella letteratura di viaggio britannica, ponendosi come viaggiatrice avventurosa e coraggiosa e nello stesso tempo romantica e sentimentale.
Le argomentazioni portate dall'autrice nel suo Unprotected Females in Norway (1857) sono di diverso genere, ma tutte volte ad abbattere gli stereotipi di vulnerabilità e domesticità legati al suo sesso e a sottolineare l'autonomia femminile nel processo di viaggio, a cui viene tolta ogni velleità di "missione verso l'ignoto", per affermare, dentro a una prospettiva di emancipazione, e con un proposito di eccentricità e voluto sconcerto, l'inutilità di un sostegno maschile:
(Emily Lowe, Lowe, Emily, Unprotected Females in Norway, 1857, p. 6)
Proprio per questa sua affermazione di indipendenza e il suo carattere anticonvenzionale di donna pronta ad ogni forma di avventura, che si appropria di ruoli tradizionalmente attribuiti al genere maschile, la veridicità dei suoi racconti di viaggio verrà messa in discussione da una coppia di viaggiatori britannici a lei contemporanei, che riterranno le sue esperienze completamente inventate.
Di particolare interesse sono i resoconti di Lowe sulla spedizione alpinistica compiuta nelle montagne norvegesi, uno sport che nel periodo vittoriano rappresenta la massima comunione con la natura, e nel contempo il simbolo della conquista imperiale di nuovi territori, ma che, dal punto di vista dei tempo, la colloca "oltre i confini prescritti al suo sesso".

### Viaggio in Italia

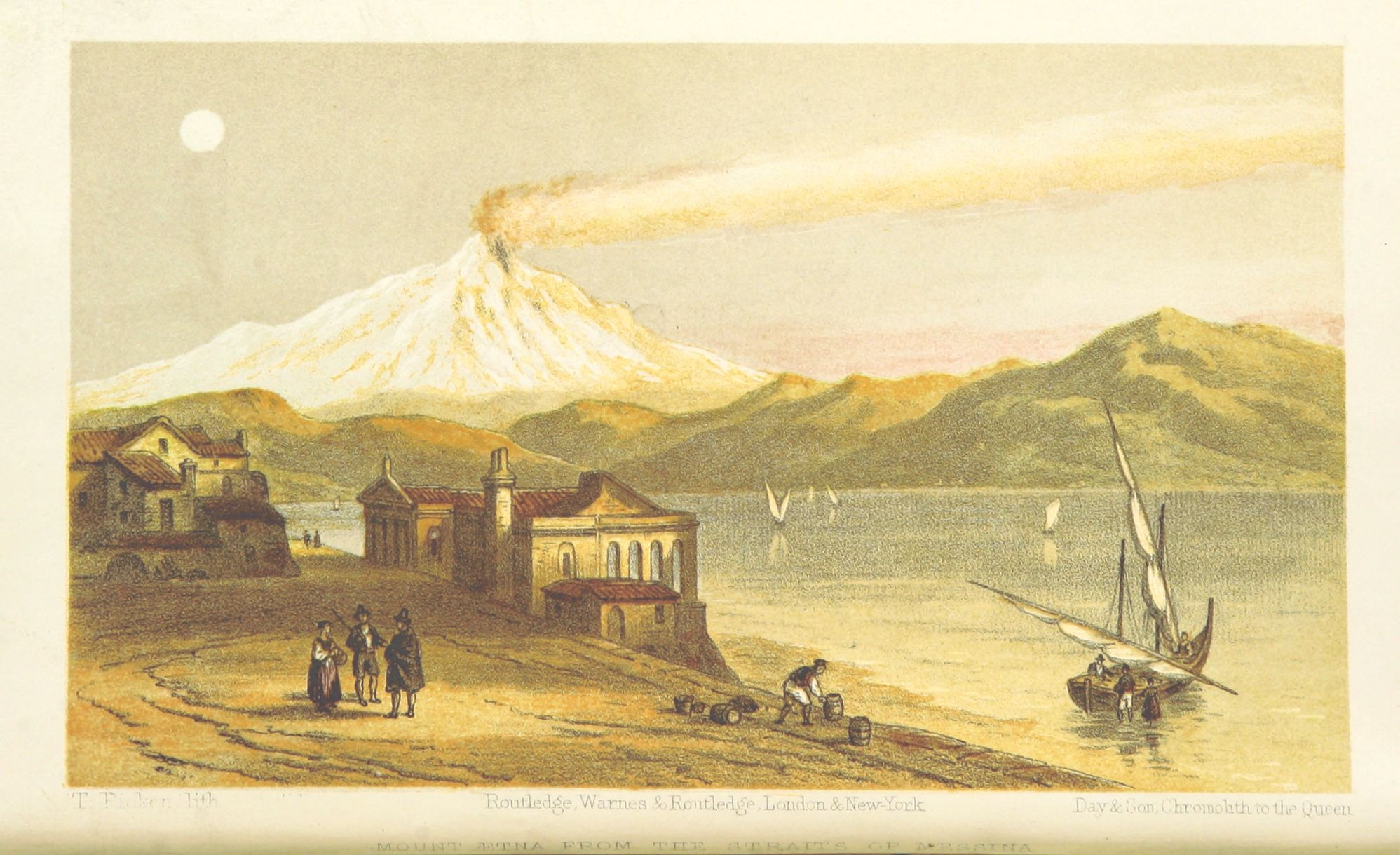
Veduta del monte Etna, di Emily Lowe (1859)

La Sicilia, come la Norvegia, era ritenuta uno dei luoghi più romantici d'Europa, selvaggia e remota in quanto vicina al continente africano, ricca di storia ma anche potenzialmente pericolosa e disagevole da raggiungere e attraversare. Emily Lowe giunge con la madre nel porto di Livorno nel 1857 e si imbarca per Napoli, raggiungendo poco dopo la Sicilia, l'isola "amata da tutti gli dei".
Fa scalo a Palermo, dove viene colpita dalla bellezza dei monumenti e dei palazzi, in particolare dalle catacombe dei Cappuccini, in cui assiste alla vestizione annuale dei cadaveri mummificati. Utilizzando carrozze postali e attraverso strade dissestate si sposta nelle città di Agrigento, Siracusa, Taormina e Catania, da dove a dorso di mulo raggiunge l'Etna, che, a causa della neve, scalerá da sola, lasciando la madre ad aspettarla.

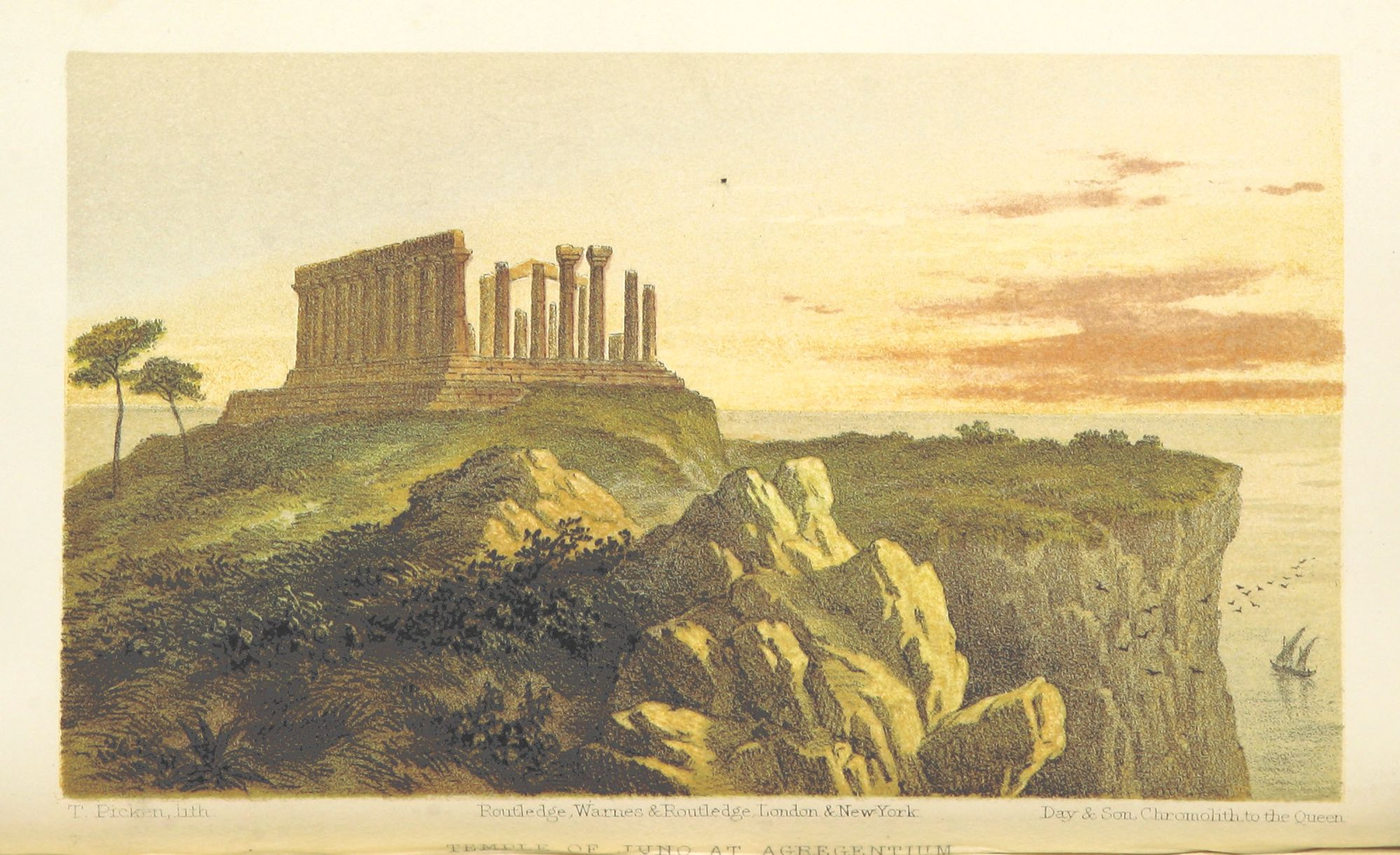
Tempio di Giunone, Agrigento. Emily Lowe (1859)

Terminata la visita in Sicilia, salutata come l'isola "che possiede tutto e non gode di nulla", raggiunge la Calabria "terra che pericoli romanzeschi proteggono dall’invasione dei viaggiatori”. Il viaggio durerà in tutto circa tre mesi e il libro che ne offre il resoconto mette insieme forma autobiografica, tipica dei diari di viaggio, e stile impersonale delle guide, offrendo informazioni dettagliate sui luoghi da visitare, con l'aggiunta di alcune illustrazioni a colori.
La studiosa Stefania Arcara mette in guardia dal considerare quest'opera esclusivamente come un esempio di protofemminismo, scritta da una donna eccezionale ed eccentrica, ed esplora il testo per coglierne i meccanismi di produzione e ricezione della letteratura di viaggio da parte delle donne dell'Inghilterra vittoriana, mostrando i diversi livelli di negoziazione messi in atto per proporre una nuova dimensione di sé e del proprio genere di appartenenza, all'interno di un quadro discorsivo complesso, a volte contraddittorio. Mette in luce l'ambivalenza del comportamento di Emily Lowe, sottolineandone l'alternanza fra "un atteggiamento femminile tradizionale e una condotta estremamente trasgressiva incarnata nel concetto della sua mancanza di protezione", tale da renderla ora simile a un 'serpente', grazie alla sua aggressività e al suo spirito di indipendenza, ora a una 'colomba', impaurita e bisognosa di attenzione.
Esempio di questo atteggiamento altalenante, che la portava, con un linguaggio per lo più accattivante, a opporsi e allo stesso tempo a conformarsi ai modelli dominanti della femminilità del tempo, sarebbe l'orgoglio manifestato da Lowe al raggiungimento della vetta del vulcano, dopo diciassette ore di salita, tredici delle quali trascorse nelle neve, impresa che le guide giudicavano impossibile per le donne, a cui avrebbe fatto da contraltare l'esibizione di debolezza ed emotività femminile, tipica dei comportamenti delle signore vittoriane, espressa con eccessiva enfasi in un momento di intoppo, causato dalla difficoltà dei muli di ritrovare la strada per casa, e culminato nel terrore della scrittrice di imbattersi in sanguinari banditi.

## Opere
- Unprotected Females in Norway, or the Pleasantest Way of Travelling there, Passing through Denmark and Sweden, Routledge, 1857
- Unprotected Females in Sicily, Calabria and on the Top of Mount Aetna, Routledge, 1859

### Edizioni italiane
- Due viaggiatrici indifese in Sicilia e sull'Etna : diario di due lady vittoriane, a cura di Stefania Arcara, La Spezia, Agorà, 2001, ISBN 88-87218-62-5
- Donne indifese in Calabria, a cura di Maria Rosaria Costantino, introduzione di Luigi Maria Lombardi Satriani, Vibo Valentia, Monteleone, 2003, ISBN
- Donne indifese in Calabria, introduzione di Maria Rosaria Costantino, Soveria Mannelli, Rubbettino, 2012, ISBN 978-88-498-3294-5